# Sarah Victoria Schalow

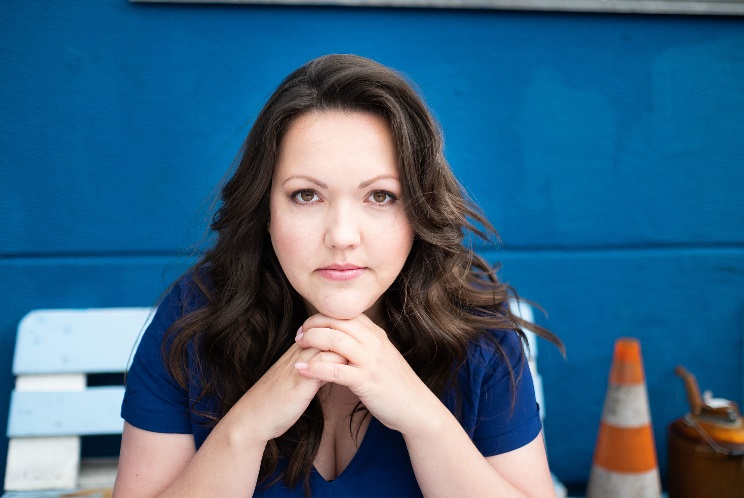
Sarah Victoria Schalow – Mai 2019

Sarah Victoria Schalow (* 14. August 1984 in Nauen) ist eine deutsche Schauspielerin.

## Leben
Schalow wurde 1984 in Nauen im Bezirk Potsdam der DDR geboren. Sie wohnte mit ihren Eltern bis zu ihrem fünften Lebensjahr in Ketzin/Havel. Kurz vor dem Mauerfall, im Oktober 1989, war die Familie gezwungen, Haus und Besitz aufzugeben, die DDR zu verlassen und in die Bundesrepublik Deutschland zu ziehen. Zwischenzeitlich lebte sie im Hamburger Hafen für mehrere Wochen auf einem Wohnschiff und anschließend mehrere Jahre in einem Kleingartenverein im Stadtteil Groß Borstel. Erst im Jahr 1993 fand man in Hamburg eine feste Bleibe.
Nach dem Abitur am Hamburger Heilwig-Gymnasium entschloss sich Schalow dazu, ihrem seit der Grundschule bestehenden Berufswunsch nachzugehen und Schauspielerin zu werden. Ihre Schauspielausbildung absolvierte sie von 2007 bis 2010 an der Schule für Schauspiel Hamburg, wobei der britische Drehbuchautor und Regisseur Michael Bogdanov, Schauspielcoach Jens Roth sowie die österreichische Schauspielerin Renate Bleibtreu zu ihren Ausbildern zählten.

## Karriere
Ihren ersten Fernsehauftritt hatte Schalow im Jahr 2000, in einer kurzen Textrolle, in der vom ZDF ausgestrahlten Fernsehserie Stubbe – Von Fall zu Fall. Im Jahr 2001 folgte ein weiterer Kurzauftritt in der Serie Die Rettungsflieger.
Während ihrer Ausbildung wirkte sie in mehreren Theaterstücken auf der Studiobühne der Schule für Schauspiel Hamburg mit, unter anderem auch in der Aufführung von Invisible Bullets unter der Regie von Michael Bogdanov sowie in Volksvernichtung – meine Leber ist sinnlos in der Rolle der Bianca. Anschließend folgte ein mehrmonatiges Engagement im Konradhaus Koblenz, an dem sie im Theaterstück Suche impotenten Mann fürs Leben, einer Adaption des gleichnamigen Romans von Gaby Hauptmann, in der Rolle der Laura zu sehen war.
Ihren Weg vor die Kamera fand Schalow später, zunächst als Werbegesicht, für die Unternehmen Sportscheck und Roller. Im Trailer für das Filmfest Hamburg war sie im Jahre 2015 in einer nachgestellten Szene des Films Misery, als Annie, die im Film selbst von Kathy Bates gespielt wurde, zu sehen. 2018 wirkte sie im Event-Zweiteiler Unschuldig unter der Regie von Nicolai Rohde in einer kleineren Rolle mit.
Schalow erreichte beim bundesdeutschen Fernsehpublikum einen großen Bekanntheitsgrad, als sie in der vorabendlichen Seifenoper Freundinnen - Jetzt erst recht die Rolle der quirligen Nadine Brück verkörperte. Die Serie wurde von der UFA Serial Drama produziert und auf dem Sender RTL bis Ende 2019 ausgestrahlt und ist weiterhin über das RTL-eigene Videoportal RTL+ abrufbar. Außerdem war sie in den TV-Serien Die Kanzlei, Notruf Hafenkante und SOKO Hamburg in verschiedenen Gastrollen zu sehen. Seit April 2023 verkörpert Schalow in der RTL-Daily Soap „Alles was zählt“ die Rolle der Hanna Kern.

## Theater
- 2009: Volksvernichtung – Meine Leber ist sinnlos als Bianca – Studiobühne der Schule für Schauspiel Hamburg – Regie: Jasper Brandis
- 2010: Invisible Bullets in mehreren Rollen – Studiobühne der Schule für Schauspiel Hamburg – Regie: Michael Bogdanov
- 2011–2012: Suche impotenten Mann fürs Leben als Laura – Konradhaus Koblenz – Regie: Hagen von der Lieth

## Film und Fernsehen
- 2000: Stubbe – Von Fall zu Fall (Fernsehserie, Episodenrolle)
- 2001: Die Rettungsflieger (Fernsehserie, Episodenrolle)
- 2016: Statik (Kurzfilm)
- 2018: Unschuldig
- 2018–2019: Freundinnen – Jetzt erst recht (Fernsehserie)
- 2020: Die Kanzlei (Fernsehserie, Episodenrolle)
- 2021: SOKO Hamburg: Tödliches Erbe (Fernsehserie, Episodenrolle)
- 2022: ZE Network (Streamingserie, Episodenrolle Folge 3 und 5)
- 2023: Notruf Hafenkante: Bittersüß (Fernsehserie, Episodenhauptrolle)
- seit 2023: Alles was zählt (Fernsehserie, Hauptrolle)